# L&T Mumbai Open
L&T Mumbai Open – żeński turniej tenisowy kategorii WTA 125 (w latach 2012–2018 WTA 125K series) zaliczany do cyklu WTA, rozgrywany na twardych kortach w Indyjskim Mumbaju począwszy od sezonu 2012. Edycje w 2009 (ITF) i w 2012 roku zostały rozgrane w Indyjskim Pune.

## Mecze finałowe

### Gra pojedyncza kobiet
| Rok              | Miejsce            | Zwyciężczyni       | Finalistka            | Wynik              |                    |
| 2025             | Mumbaj             | Jil Teichmann      | Mananchaya Sawangkaew | 6:3, 6:4           |                    |
| 2024             | Mumbaj             | Darja Semeņistaja  | Storm Hunter          | 5:7, 7:6(6), 6:2   |                    |
| 2019–2023        | Mumbaj             | Nie był rozgrywany | Nie był rozgrywany    | Nie był rozgrywany | Nie był rozgrywany |
| 2018             | Mumbaj             | Luksika Kumkhum    | Irina Chromaczowa     | 1:6, 6:2, 6:3      |                    |
| 2017             | Mumbaj             | Aryna Sabalenka    | Dalila Jakupović      | 6:2, 6:3           |                    |
| 2012             | Pune               | Elina Switolina    | Kimiko Date-Krumm     | 6:2, 6:3           |                    |
| ↑ WTA 125 ↑      |                    |                    |                       |                    |                    |
| 2010–11          | Nie był rozgrywany | Nie był rozgrywany | Nie był rozgrywany    | Nie był rozgrywany |                    |
| 2009             | Pune               | Rika Fujiwara      | Bojana Jovanovski     | 5:7, 6:4, 6:3      |                    |
| ↑ ITF 50 000 $ ↑ |                    |                    |                       |                    |                    |

### Gra podwójna kobiet
| Rok              | Miejsce            | Zwyciężczynie                             | Finalistki                            | Wynik              |                    |
| 2025             | Mumbaj             | Amina Anszba Jelena Pridankina            | Arianne Hartono Prarthana Thombare    | 7:6(4), 2:6, 10–7  |                    |
| 2024             | Mumbaj             | Dalila Jakupović Sabrina Santamaria       | Arianne Hartono Prarthana Thombare    | 6:4, 6:3           |                    |
| 2019–2023        | Mumbaj             | Nie był rozgrywany                        | Nie był rozgrywany                    | Nie był rozgrywany | Nie był rozgrywany |
| 2018             | Mumbaj             | Nateła Dzałamidze Wieronika Kudiermietowa | Bibiane Schoofs Barbora Štefková      | 6:4, 7:6(4)        |                    |
| 2017             | Mumbaj             | Victoria Rodríguez Bibiane Schoofs        | Dalila Jakupović Irina Chromaczowa    | 6:2, 6:4           |                    |
| 2012             | Pune               | Nina Bratczikowa Oksana Kalasznikowa      | Julja Gluszko Noppawan Lertcheewakarn | 6:0, 4:6, 10–8     |                    |
| ↑ WTA 125 ↑      |                    |                                           |                                       |                    |                    |
| 2010–11          | Nie był rozgrywany | Nie był rozgrywany                        | Nie był rozgrywany                    | Nie był rozgrywany |                    |
| 2009             | Pune               | Nicole Clerico Anastasija Wasyljewa       | Nina Bratczikowa Ksienija Pałkina     | 4:6, 6:3, 13–11    |                    |
| ↑ ITF 50 000 $ ↑ |                    |                                           |                                       |                    |                    |